# 马向东

法庭上的马向东

马向东（1953年5月31日—2001年12月19日），中国辽宁沈阳人，曾任中共沈阳市委常委，沈阳市人民政府常务副市长，后因賄賂被判处死刑（贪污罪，判处无期徒刑，剥夺政治权利终身；犯受贿罪，判处死刑，并处没收个人全部财产；犯挪用公款罪，判处有期徒刑八年；犯巨额财产来源不明罪，判处有期徒刑五年。决定执行死刑，剥夺政治权利终身，并处没收个人全部财产）。

## 经历
出生于沈阳市劳动者家庭。1970年，马向东在中学毕业后，成为沈阳市医药公司药材发批发站仓库工人。1972年11月，加入中国共产党。1973年9月，走上领导岗位。1978年9月起，任沈阳市商业局团委书记、沈阳市纺织品总公司副总经理、沈阳市联营公司党委书记。1983年12月，出任中国共青团沈阳市委书记。1985年，调任沈阳市商业局党委书记，不久升任局长。1991年5月，调任沈阳市人民政府副秘书长:39。兼任商办主任，市长助理:40。1992年，升任副市长:39。1993年，马向东在竞选沈阳市副市长时拉选票，导致竞选对手张鸣岐退出选举。1996年，因沈阳市商业城大火，马向东作为主管商贸工作的副市长受到行政记过处分。1997年，成为市委常委，常务副市长:43。
1999年7月间，马向东与沈阳市建委主任宁先杰等人，在澳门葡京酒店、东方酒店等处的赌场内豪赌遭人举报，由于其转移巨额赃款，销毁犯罪证据，还倚仗盘根错节的关系网四处活动，致使此案拖了近17个月仍没有实质性进展。2000年5月，马向东被双开:44。2000年11月，由于马向东之妻章亚飞四处疏通关系，转移赃款，订立攻守同盟，托人说情，甚至托人写信举报专案组组长、中央纪委副书记刘丽英，马向东本人也是有恃无恐，拒不承认违纪违法事实，甚至在办案人员面前吹嘘炫耀，幻想“异地做官”，导致案件审理遭受巨大阻力，中央纪委决定将该案移交江苏省侦查、审判，斩断了马向东的关系网，并对章亚飞实施双规。这是中华人民共和国成立以来首次对大案实行跨省异地管辖，在日后成为惯例。随着案情的一步步审理，腐败案中的一层层黑幕被曝光在光天化日之下，马向东的一批下属（也包括一部分“赌友”）应声落马。2001年10月10日，马向东被南京市中级人民法院判处死刑:38。侦查机关扣押、冻结的财产折合人民币3000多万元。最终，法院认定马向东受贿、贪污等犯罪所得600多万元，非法所得1100多万元，不能说明合法来源的970多万元:40。12月19日在南京被执行注射死刑，成为江苏省首例注射死刑的被执行人。

## 个人生活
马向东嗜赌成性，每次招商引资都要顺带赌博，都是当地商人提前买好筹码，赢的装进自己腰包，输的由商人买单。他还热爱读书，但多是关于赌博的书，经常随身携带三本书以便学习和研究：《赌术精选》、《赌博游戏技巧分享》、《赌术实战108招》。
妻子：章亚飞，1955年出生于干部家庭，研究生学历，曾任沈阳医学院副院长、教授、沈阳医学院附属第二医院院长、辽宁省人大代表，曾被评为辽宁省和沈阳市劳动模范。多次利用丈夫的影响力收受贿赂，在丈夫落马后四处疏通关系，转移赃款，试图“营救”马向东。2000年10月22日被双规，后被双开，与丈夫一同被关押在江苏省看守所。2001年以行贿罪和受贿罪被判处有期徒刑十一年，在江苏省南京女子监狱服刑。2001年12月19日，马向东临刑前依照惯例与妻子见了最后一面，但章亚飞当时并不知道马向东已被判处死刑且马上就要行刑，直到次年1月8日才从前来探监的家人口中得知此事。平时有写日记的习惯。二人育有一子。

## 影视形象
杨立新在电视剧《人大主任》中饰演的河阳市市长魏兆吉和曹力在《大江东去》中饰演的奉阳市常务副市长沈培林，现实原型均为马向东。